# Laura Mancini
Laura Vitória Mancini (Roma, 6 de maio de 1636 — Paris, 8 de fevereiro de 1657), foi Duquesa de Mercœur e Vendôme por seu casamento com Luís II de Bourbon-Vendôme. Ela era uma das Mazarinettes, sobrinhas do Cardeal Jules Mazarin, Primiero-Ministro da França, levadas pelo tio à corte francesa com o intuito de conseguir casamentos vantajosos para elas.

## Biografia
Laura Mancini tinha treze anos quando foi trazida de Roma para a França; seu tio desejava casá-la com um grande nobre do reino. O seu primeiro pretendente foi o jovem Duque de Candale, herdeiro da família d'Épernon, belo e afeiçoado à moda. Mas o duque morreu de febre repentinamente enquanto encontrava-se em Lião. O Cardeal Mazarin lamentou a chance de perder a oportunidade de juntar a fortuna de ambas famílias, enquanto que para Laura, a morte de Candale passou despercebida.
Laura casou-se com o Duque de Mercœur, neto do rei Henrique IV da França e sua amante Gabrielle d'Estrées. O duque foi descrito como "sem ambição, de humor diferente, gentil, piedoso e calmo". O casal teve três filhos:
- Luís José (1654-1712), Duque de Vendôme, casado com Maria Ana de Bourbon, sem descendência;
- Filipe (1655-1727), Duque de Vendôme
- Júlio César (1657-1660)

A bela Laura viveu em grande devoção, às vezes na corte, onde a rainha-mãe Ana da Áustria a amava com predileção, às vezes em Anet, na corte dos Vendômes, onde abriu por toda parte abundante instituições de caridade, e em perfeito acordo com ą duquesa-sogra, que era uma mulher devota como ela. O rei Luís XIV, com quem ela havia sido criada, tinha por ela uma forte afeição.
A Duquesa de Mercœur e Vendôme morreu após dar à luz ao seu terceiro filho, no Hôtel de Vendôme em Paris.